# Rhizophyllidaceae
Rhizophyllidaceae, porodica crvenih algi, dio reda Gigartinales. Postoji 20 priznatih vrsta unutar pet rodova

## Rodovi
1. Contarinia Zanardini
2. Nesophila W.A.Nelson & N.M.Adams
3. Ochtodes J.Agardh
4. Portieria Zanardini
5. Rhizophyllis Kützing